# Andrea Francalanci
Andrea Francalanci (Florence, 16 août 1949 - Paris, 14 janvier 1994) est un danseur, chorégraphe et chercheur italien en danse de la Renaissance.

## Biographie
Il est né en 1949. Diplômé en danse historique de la Guidhall School of Music and Drama de Londres, il participe dès 1978 à de nombreux festivals et colloques sur la danse ancienne et reconstitue, avec sa compagnie Il Ballarino, les ballets des œuvres européennes du VXe siècle au XVIIIe siècle, notamment de Claudio Monteverdi, Giulio Caccini, Peri et Alessandro Stradella.
Spécialiste de la danse de la Renaissance italienne, il est invité par la compagnie française « Ris et danceries » et participe, avec Francine Lancelot et François Raffinot, au spectacle Caprice (première au festival Montpellier Danse en 1986), et à Tempora et Mesura avec Francine Lancelot (1988). En 1990, il remonte pour le Teatro Regio de Turin Il gridelino de Filippo d'Agliè (it) et, en 1991, il réalise pour la BBC An Extravagantia dei Medici.
Il a enseigné à la Sorbonne et au Centre de musique ancienne de Genève. Il meurt en 1994,.